# Papier, kamień, nożyce

Schemat gry w papier, kamień, nożyce

Papier, kamień, nożyce () – gra towarzyska dla dwóch lub więcej osób, będąca uproszczoną wersją mory. W „papier, kamień, nożyce” gra się, używając dłoni graczy.

## Zasady
Gra składa się z kolejnych tur. W każdej turze obydwaj gracze, na umówiony sygnał, szybko wystawiają przed siebie dłoń, pokazującą symbol papieru, kamienia lub nożyc. Gracz, który pokazał silniejszy symbol, otrzymuje jeden punkt. W przypadku pokazania dwóch takich samych symboli następuje remis – punktu brak. Oto hierarchia symboli:
- nożyce są silniejsze od papieru, ponieważ go tną,
- kamień jest silniejszy od nożyc, ponieważ je tępi lub łamie,
- papier jest silniejszy od kamienia, ponieważ go owija.

Gracz, który pierwszy uzyska umówioną wcześniej liczbę punktów, wygrywa partię.

Papier, kamień, nożyce
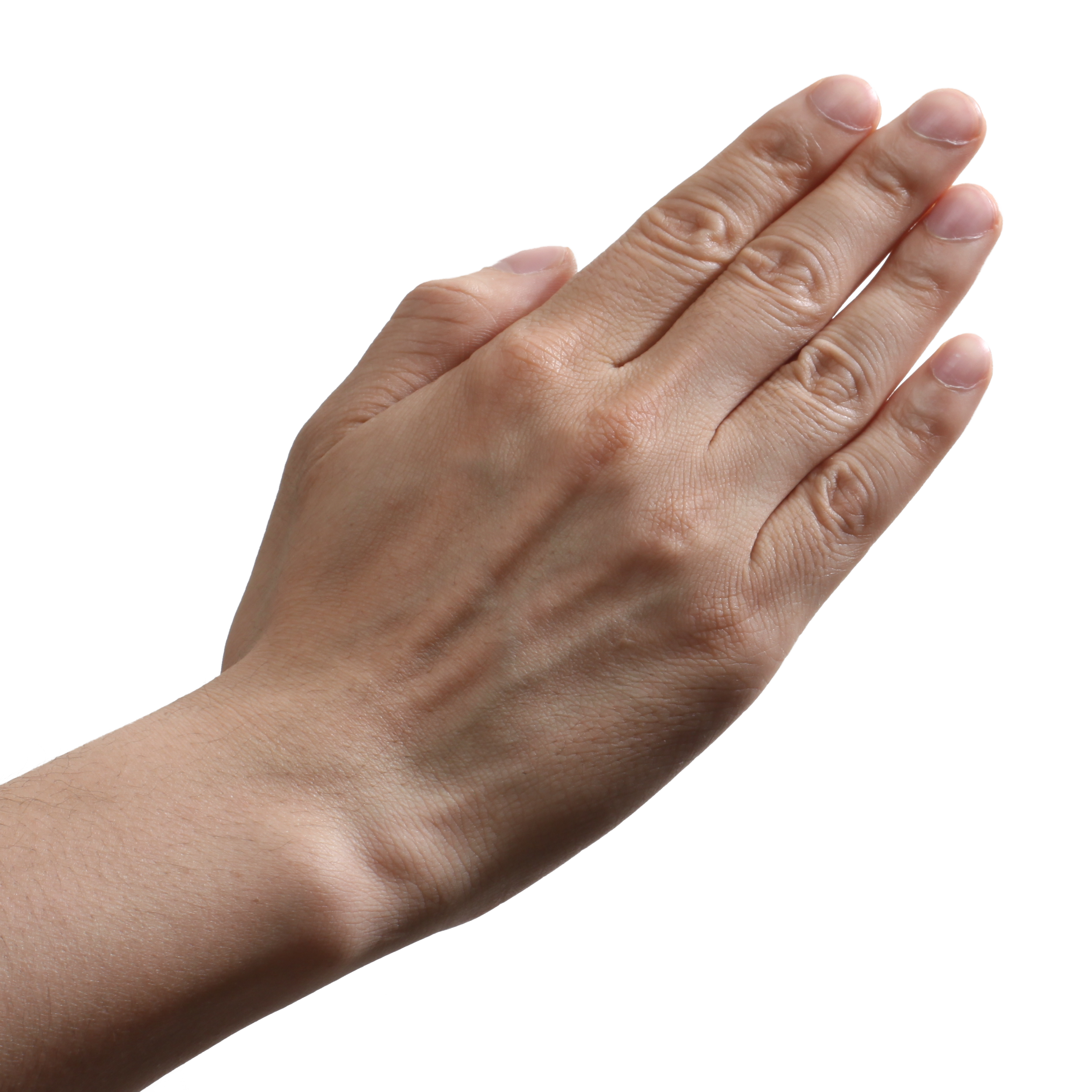
papier owija kamień
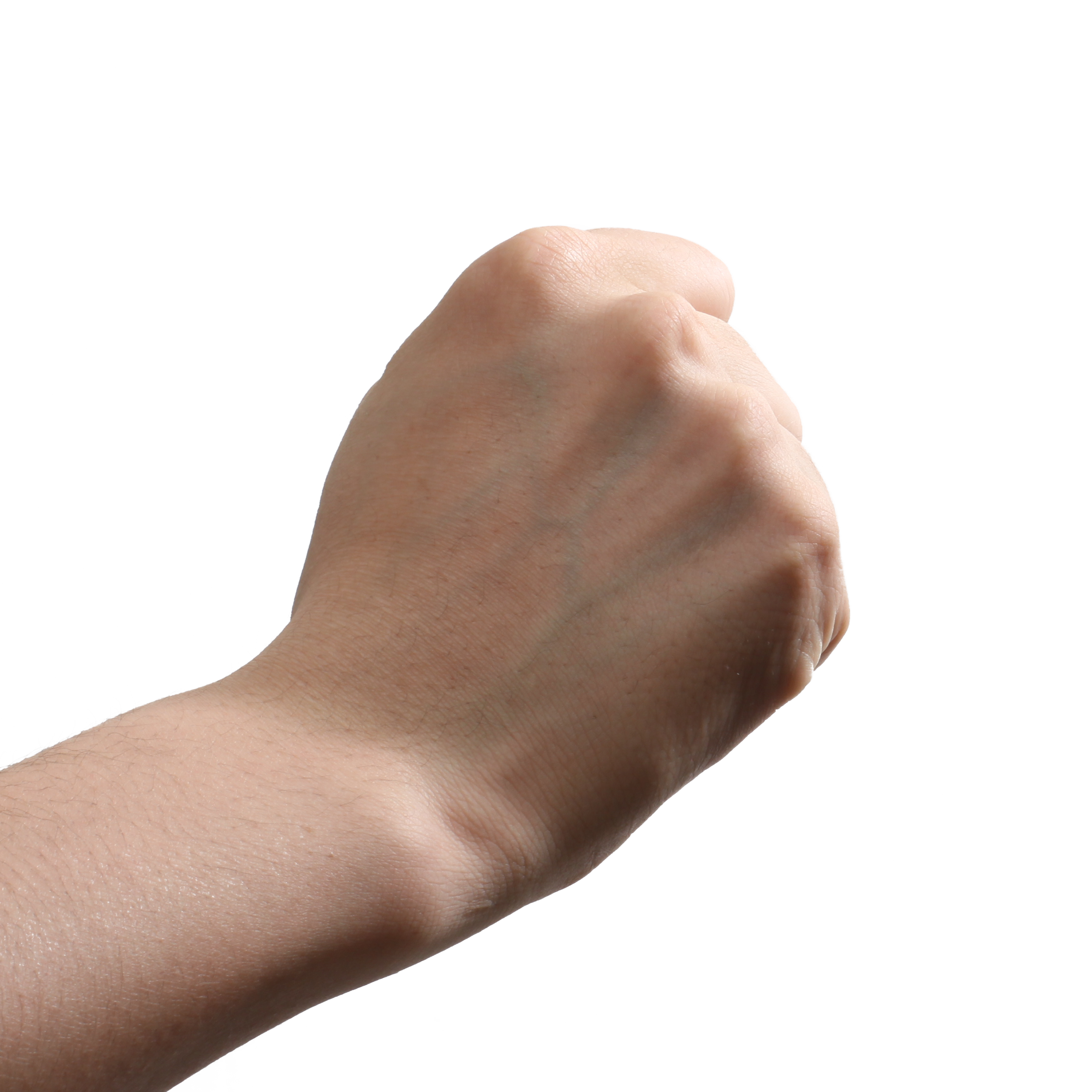
kamień tępi nożyce
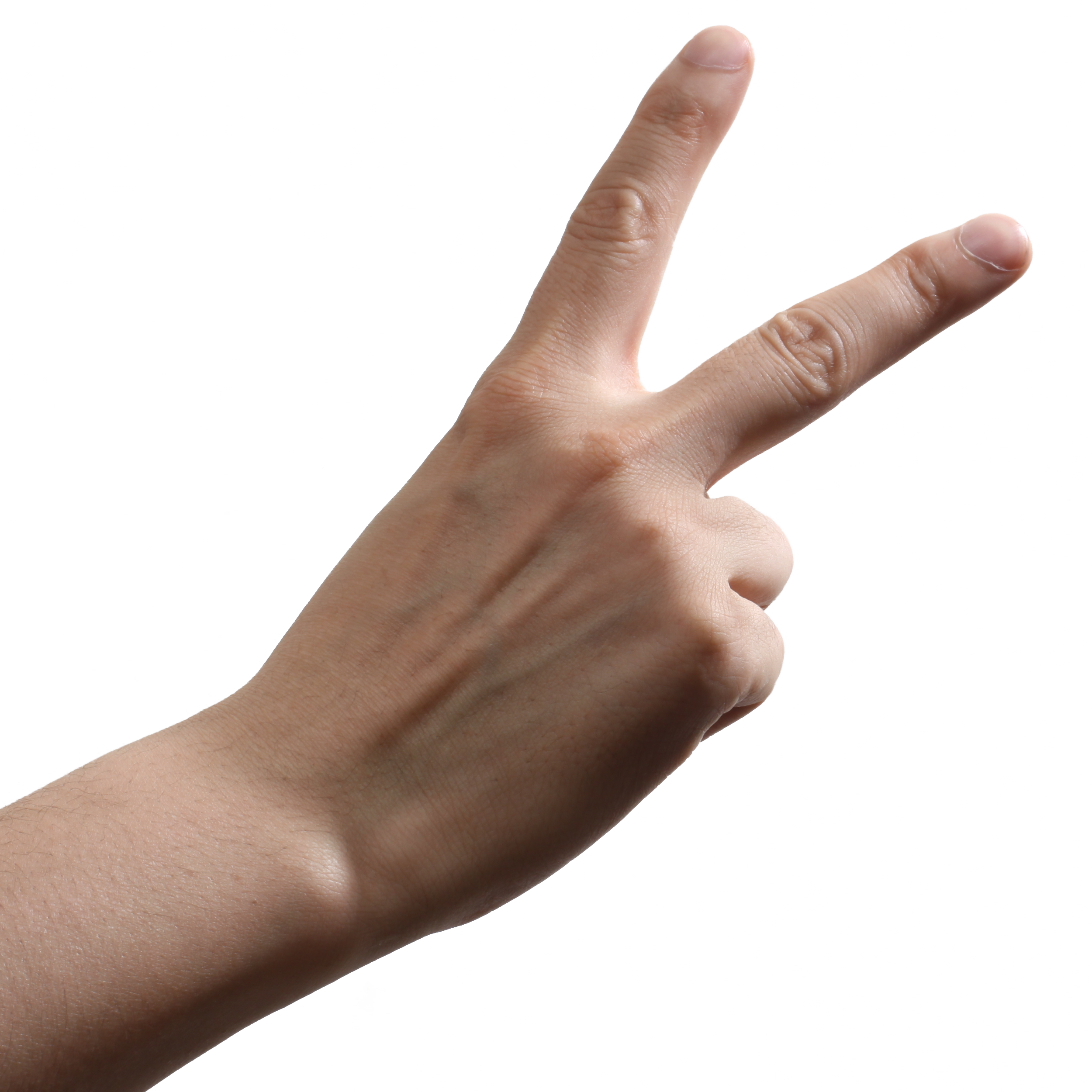
nożyce tną papier

## Formalna analiza
Formalnie, papier, kamień, nożyce można rozważać jako grę o sumie zerowej. Przykładowe wyniki w grze przedstawia poniższa tabela, gdzie (1,-1) oznacza zwycięstwo gracza A i przegraną gracza B (–1,1) oznacza zwycięstwo gracza B i przegraną gracza A, a (0,0) oznacza remis.
| Gracz A / Gracz B | Papier | Kamień | Nożyce |
| ----------------- | ------ | ------ | ------ |
| Papier            | (0,0)  | (1,–1) | (–1,1) |
| Kamień            | (–1,1) | (0,0)  | (1,–1) |
| Nożyce            | (1,–1) | (–1,1) | (0,0)  |

Gra w papier, kamień, nożyce nie posiada równowagi Nasha w strategiach czystych. Znając deterministyczną strategię przeciwnika i grając optymalnie, każdy z graczy może zapewnić sobie zwycięstwo.
Gra w papier, kamień, nożyce posiada jednak równowagę Nasha w strategiach mieszanych. Ma to miejsce wówczas, gdy każdy z graczy randomizuje, wybierając każdą z dostępnych mu opcji z jednakowym prawdopodobieństwem 1/3.

## Historia

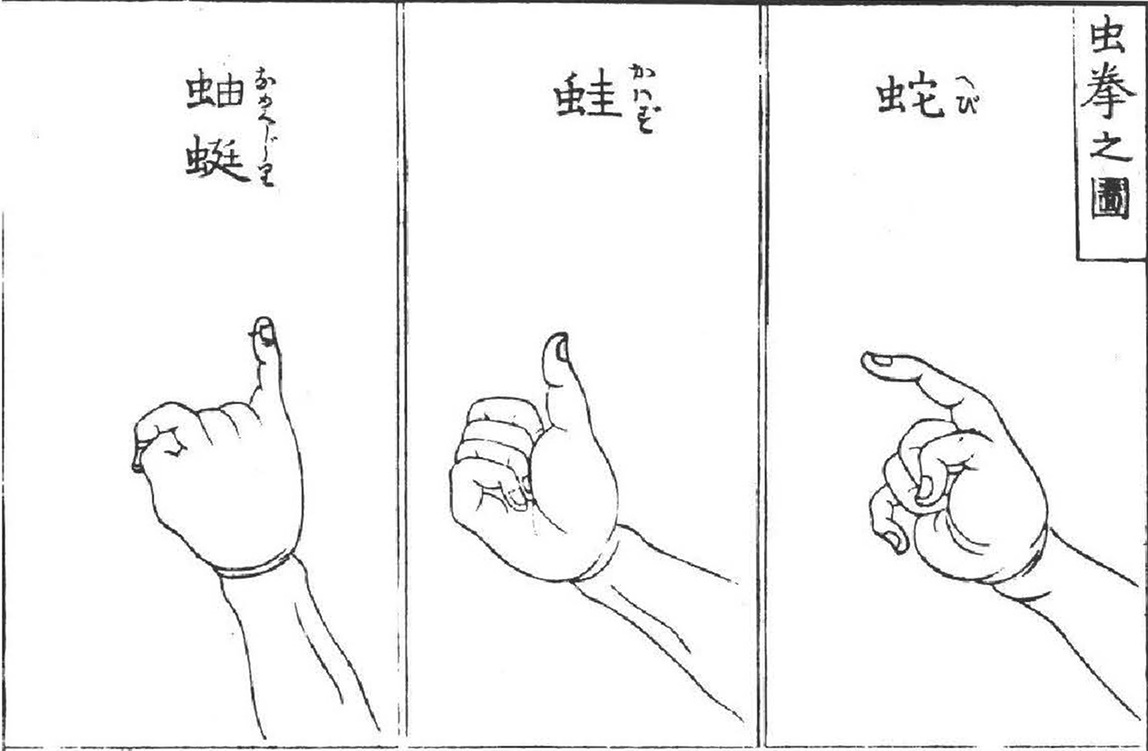
Mushi-ken no zu – wczesna wersja gry w dokumencie z 1809 r.

Gra została wynaleziona w Japonii pod koniec XIX w. pod nazwą Jan-ken-pon (jap. じゃんけんぽん) lub bardziej potoczną nazwą janken (jap. じゃんけん) i rozpowszechniona po świecie w XX w. Pochodzenie nazwy nie jest znane.

## Papier, kamień, nożyce, jaszczurka, Spock
Odmiana gry, która poza standardowymi trzema gestami występuje jaszczurka (palce złożone w symbol przypominające jaszczurczy pysk) oraz Spock formowany przez charakterystyczny salut wolkański z filmów serii Star Trek (mały i serdeczny palec oddzielone od środkowego i wskazującego). Gra została wymyślona przez Sama Kassa i Kerena Bryla. Spopularyzowana została przez serial Teoria wielkiego podrywu – zwłaszcza odcinek ósmy sezonu drugiego: The Lizard-Spock Expansion, który jest grze poświęcony. Sheldon Cooper gra w nią z doktorem Koothrappalim, stale remisując na figurze Spocka. Gra lub jej reguły pojawiają się także w odcinku 20. tego sezonu, oraz w odcinku 17. sezonu piątego.

### Zasady
Gracze na umówiony sygnał wyciągają przed siebie dłonie, pokazując jeden z pięciu symboli. Wygrywa ten, który pokazał silniejszy. W przypadku pokazania tych samych symboli następuje remis. Między symbolami zachodzą następujące relacje:
- kamień tępi nożyce,
- nożyce tną papier,
- papier zakrywa kamień,
- kamień zgniata jaszczurkę,
- jaszczurka truje Spocka,
- Spock niszczy nożyce,
- nożyce dekapitują jaszczurkę,
- jaszczurka zjada papier,
- papier obala Spocka,
- Spock dezintegruje kamień.

Symbole tworzą dziesięć par. Każdy z symboli występuje w czterech parach, przy czym wygrywa w dwóch i przegrywa w pozostałych dwóch.